# Abenilla
Abenilla est un village de la province de Huesca, situé une dizaine de kilomètres au sud-est de la ville de Sabiñánigo. Il est actuellement inhabité (INE, 2013). Habité au moins depuis le Haut Moyen Âge, l'endroit est mentionné pour la première fois dans une source écrite en 1035, comme dépendance du monastère de San Andrés de Fanlo. L'église paroissiale, construite au XVIIIe siècle et dédiée à saint Martin, est adossée à une tour de défense construite au XVIe siècle et transformée en clocher par la suite. Cette tour, actuellement très dégradée, est inscrite sur la liste rouge du patrimoine de l'association Hispania Nostra. À environ 600 mètres du village se trouve un ermitage dédié à saint Jean.